# Naussac, Lozère
Naussac är en kommun i departementet Lozère i regionen Occitanien i södra Frankrike. Kommunen ligger i kantonen Langogne som tillhör arrondissementet Mende. År 2018 hade Naussac 202 invånare.

## Befolkningsutveckling
Antalet invånare i kommunen Naussac
| Referens: INSEE |